# Lista dos deputados federais de Santa Catarina - 50ª legislatura (1995 — 1999)
Lista dos deputados federais de Santa Catarina - 50ª legislatura (1995 — 1999).
| Nº | Deputado                  | Partido |
| -- | ------------------------- | ------- |
| 1  | Serafim Venzon            | PDT     |
| 2  | Edison Andrino            | PMDB    |
| 3  | Edson Bez de Oliveira     | PMDB    |
| 4  | Hugo Biehl                | PPR     |
| 5  | João Pizzolatti           | PPR     |
| 6  | João Batista Matos        | PMDB    |
| 7  | José Carlos Vieira        | PFL     |
| 8  | José Fritsch              | PT      |
| 9  | Leonel Pavan              | PDT     |
| 10 | Luiz Henrique da Silveira | PMDB    |
| 11 | Mário Roberto Cavallazzi  | PPR     |
| 12 | Milton Mendes de Oliveira | PT      |
| 13 | Neuto de Conto            | PMDB    |
| 14 | Paulo Gouvêa da Costa     | PFL     |
| 15 | Paulo Bornhausen          | PFL     |
| 16 | Paulo Bauer               | PPR     |